# Neostauropus koreharpyga
Neostauropus koreharpyga är en fjärilsart som beskrevs av Felix Bryk 1948. Neostauropus koreharpyga ingår i släktet Neostauropus och familjen tandspinnare. Inga underarter finns listade i Catalogue of Life.